# پروتوپین

ساختار شیمیایی پروتوپین

پروتوپین (به انگلیسی: Protopine) با فرمول شیمیایی C۲۰H۱۹NO۵ یک ترکیب شیمیایی با شناسه پاب‌کم ۴۹۷۰ است. که جرم مولی آن ۳۵۳٫۳۶۹ g/mol می‌باشد. شکل ظاهری این ترکیب، بلورهای سفید است.